# Pfarrkirche Ischgl

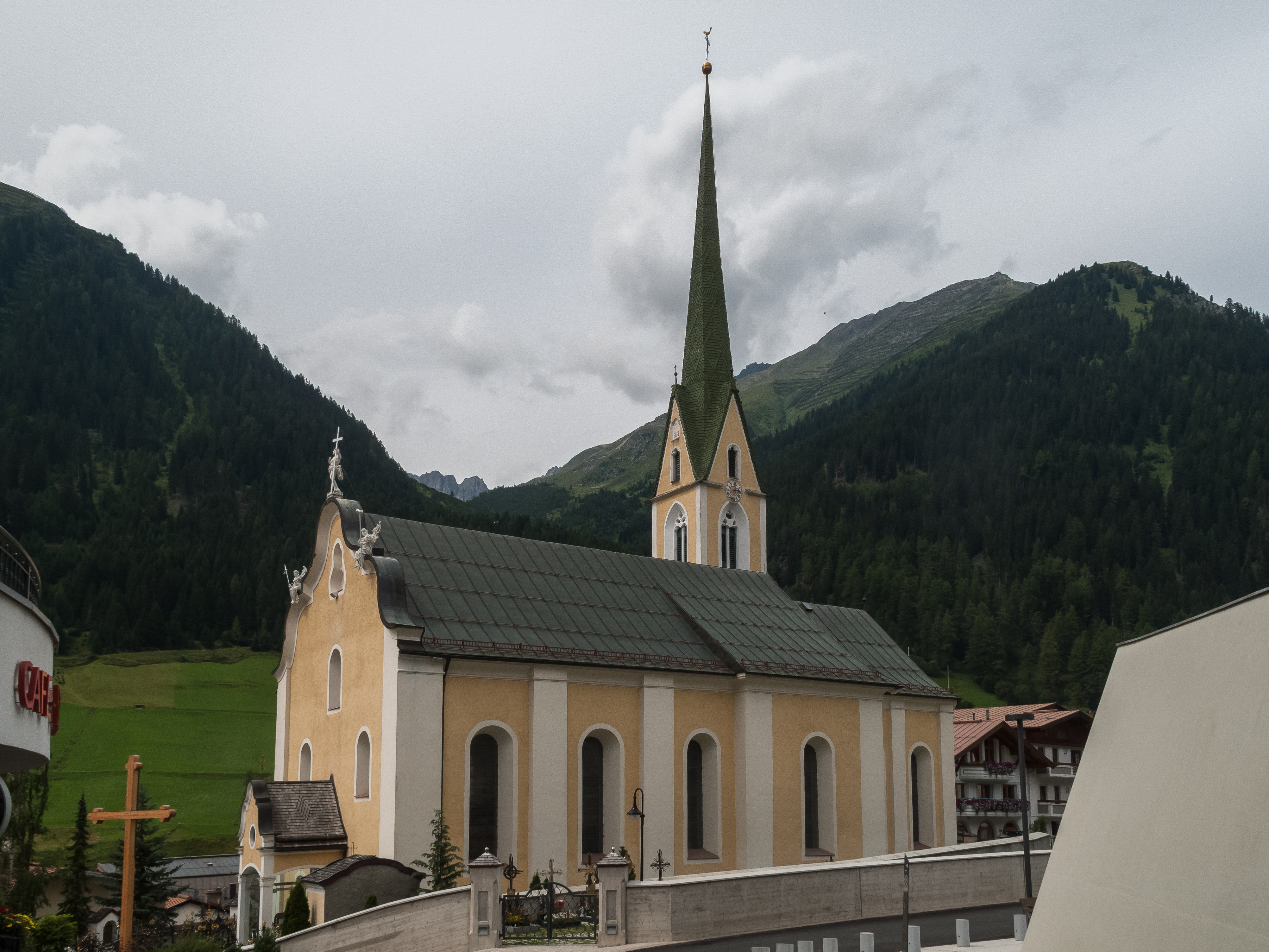
Katholische Pfarrkirche hl. Nikolaus in Ischgl

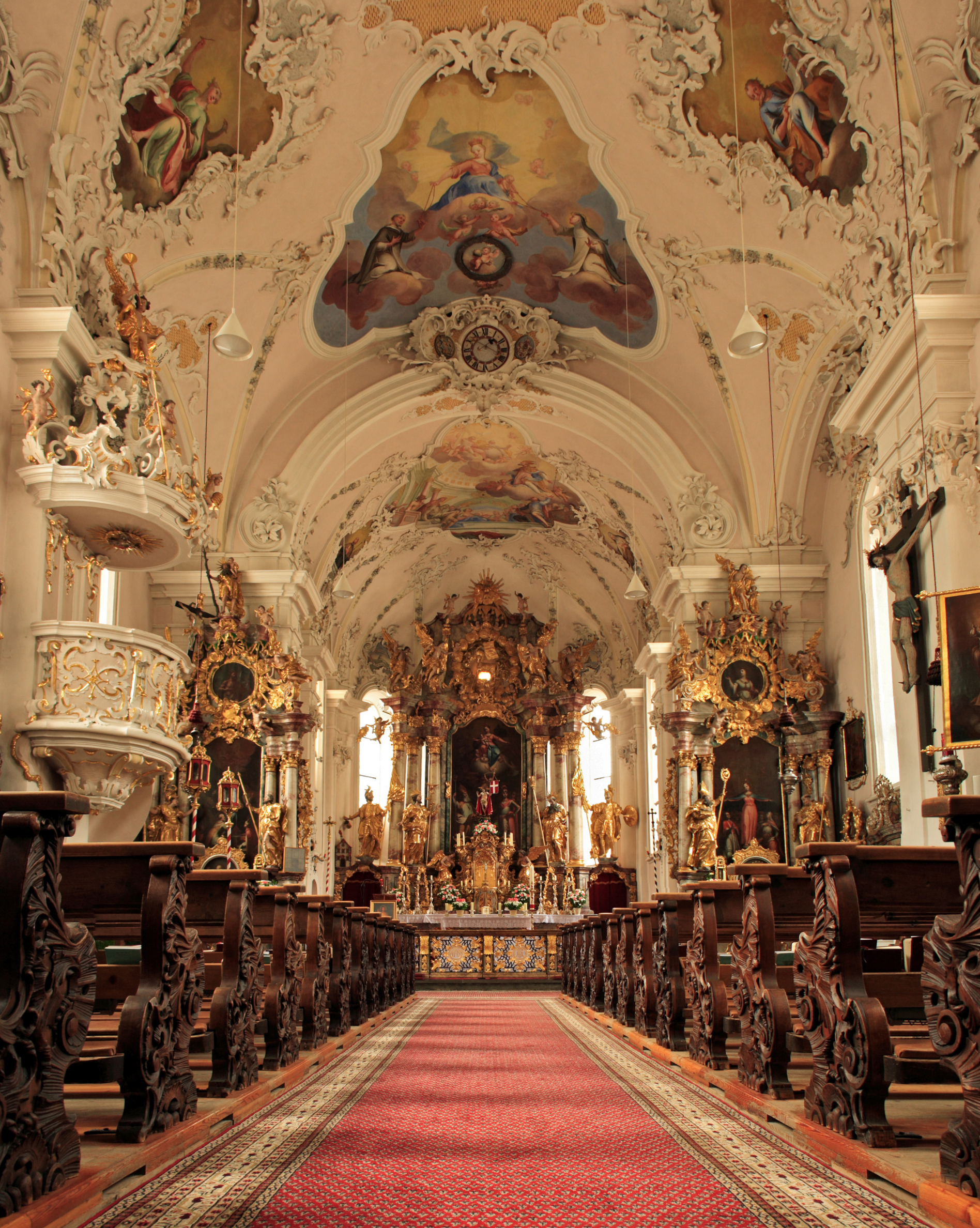
Langhaus, zum Chor

Die Pfarrkirche Ischgl steht leicht erhöht über dem Talboden in der Gemeinde Ischgl im Bezirk Landeck im Bundesland Tirol. Die dem heiligen Nikolaus von Myra geweihte römisch-katholische Pfarrkirche gehört zum Dekanat Zams in der Diözese Innsbruck. Die Kirche steht unter Denkmalschutz (Listeneintrag).

## Geschichte
Eine urkundlich 1443 genannte Kirche wurde 1471/1483 vergrößert und in der Mitte des 17. Jahrhunderts verändert. Die Kirche wurde 1755/1757 weitgehend neu erbaut und 1758 geweiht. Die Kirche wurde 1930 und 1971/1973 renoviert.
Eine Pfarre besteht seit dem 16. Jahrhundert.

## Architektur
Die barocke Saalraumkirche mit einem gotischen Turm ist von einem Friedhof umgeben.
Das vierjochige Langhaus, das Joch vor dem Chor ist etwas breiter, hat einen eingezogenen zweijochigen Chor mit einem Dreiseitschluss. Die Fassade ist mit breiten bis zur Dachtraufe hochgezogenen Wandpfeilern gegliedert. Der spätgotische Turm und die anschließende Sakristei stehen an der Chorwestseite. Der Turm hat im durch Gesimse abgesetzten Glockengeschoß Maßwerkschallfenster aus der zweiten Hälfte des 15. Jahrhunderts und trägt einen Giebelspitzhelm. Die barocke Westfassade hat drei Fensterachsen und einen geschweiften Giebel mit der Nischenfigur hl. Nikolaus aus dem 19. Jahrhundert. Auf dem Westgiebel stehen die Figur Auferstandener Christus mit Engeln mit den Leidenswerkzeugen. Das Rundbogenportal um 1755 unter einem Vordach hat seitlich Pilaster und eine Stuckkartusche über der Keilstein.
Das Kircheninnere zeigt Langhaus und Chor unter Stichkappentonnengewölben auf Wandpfeilern mit Doppelpilastern im Langhaus und Einfachpilastern im Chor jeweils mit Gebälkstücken. Über gestuckten Kapitellen zeigt sich im Gewölbe reicher Rokoko-Stuck sowie Stuckkartuschen über den Rundbogenfenstern und Apostelkreuzen, alles um 1756. Die zweigeschoßige Empore mit einem Mittelerker steht auf Säulen.
Die Gewölbefresken malte Anton Kirchebner 1756 urkundlich mit der Mitarbeit von Josef Jais, im Chor hl. Nikolaus als Fürbitter vor der Trinität und seitlich Johannes vom Kreuz und Theresia, im Langhaus Rosenkranzspende, Befreiung eines Knaben (Adeodatus) durch den hl. Nikolaus, seitlich die Vier Evangelisten und zwei Bischöfe.

## Ausstattung
Die Altarausstattung (Hochaltar mit den beiden Seitenaltären) wurde 1756/1757 in der Werkstatt des Bildhauers Josef Georg Witwer aus Imst gefertigt. Der Hochaltar zeigt sich in seiner Gestalt als barocke Bühne – ein „Heiliges Theater“ (Theatrum sacrum). Die Skulpturen Florian, Josef, Joachim und Mauritius stehen wie Nikolaus und Achatius auf dem Altarblatt – gemalt von Anton Kirchebner 1757 – auf derselben Ebene und huldigen Maria mit dem Jesuskind. Im Auszug das Lamm Gottes vor kulissenartig hintereinandergestaffelten Wolkenkränzen und Engeln.
Bemerkenswert ist auch die Konsolfigur Unser Herr im Elend um 1700. Die Stationsbilder schuf Alois Grissemann 1813.
Das Orgelgehäuse entwarf der Füssener Orgelbauer Andreas Jäger, dessen Orgelwerk von 1758 nicht mehr erhalten ist. 1930 veränderte Karl Reinisch das Gehäuse und baute darin ein neues Orgelwerk ein.
Eine 1681 datierte Glocke nennt den Innsbrucker Glockengiesser Barthlme Köttelath.